# Ксилоспонгій

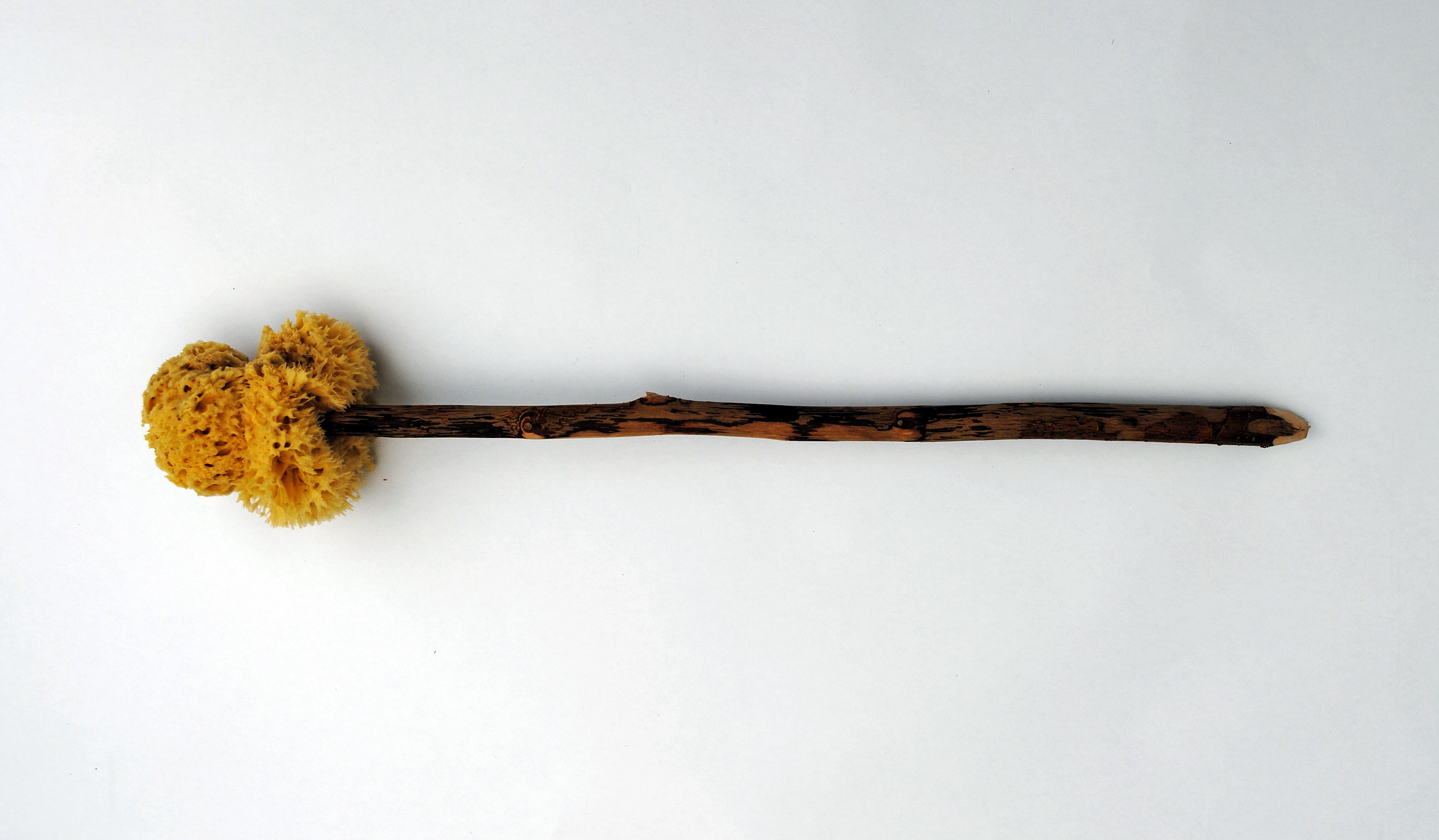
Ксілоспонгій

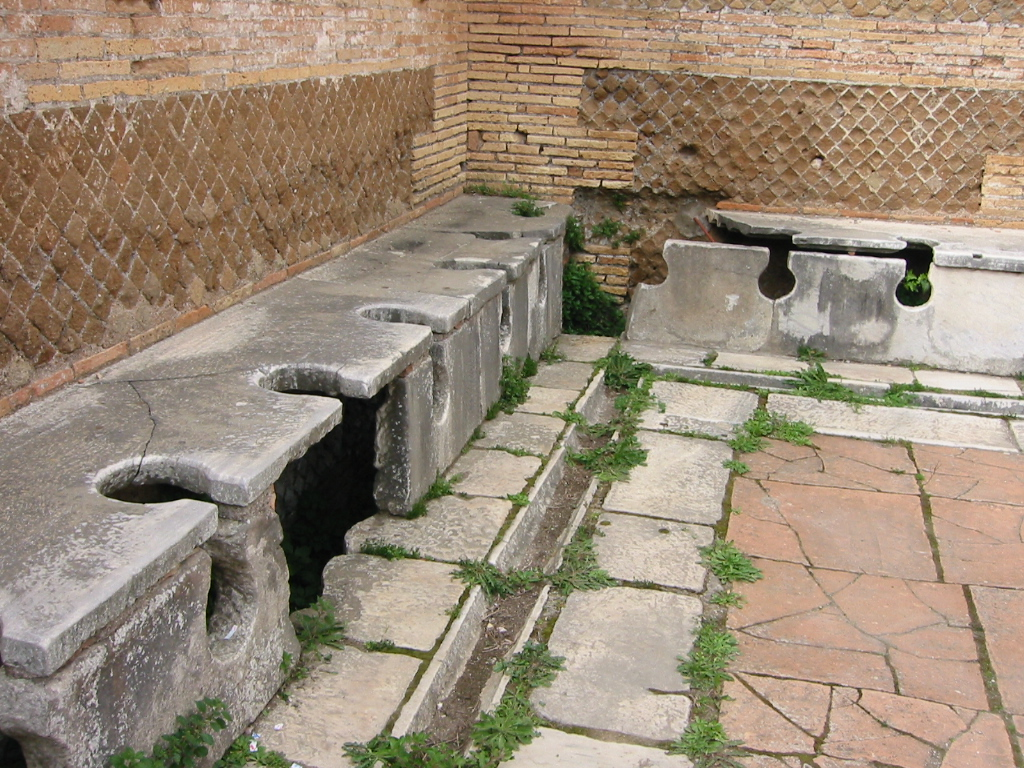
Давньоримські вбиральні в Остії-Антиці

Ксілоспонгій, терсорій, також «губка на паличці» — давньоримський засіб гігієни для витирання ануса після дефекації у вигляді дерев'яної палиці (грец . ξύλον xylon) із закріпленою на одному з кінців морською губкою (грец. σπόγγος spongos). 
У громадських туалетах терсорій був загального користування. Щоб очистити губку, її мили у відрі з розчином води і солі або оцту. Через цю практику у вбиральнях з'являлося живильне середовище для бактерій, що призводили до поширення хвороб. 
В античності ксілоспонгій використовували в тому числі як туалетну щітку. 
У Банях семи мудреців, що в римському районі Остії, знаходиться фреска 2-го століття з першим відомим використанням слова (u) taris xylosphongio . На початку 2-го століття у папирусному листі Клавдія Терентія його батькові Клавдію Тіберіану зустрічається слово xylospongium. 
У середині 1-го століття Сенека писав про германського гладіатора, який наклав на себе руки за допомогою терсорія. Гладіатор сховався в туалеті амфітеатру, проштовхнув дерев'яну палицю в глотку і задихнувся. 